# Euroregion Praděd

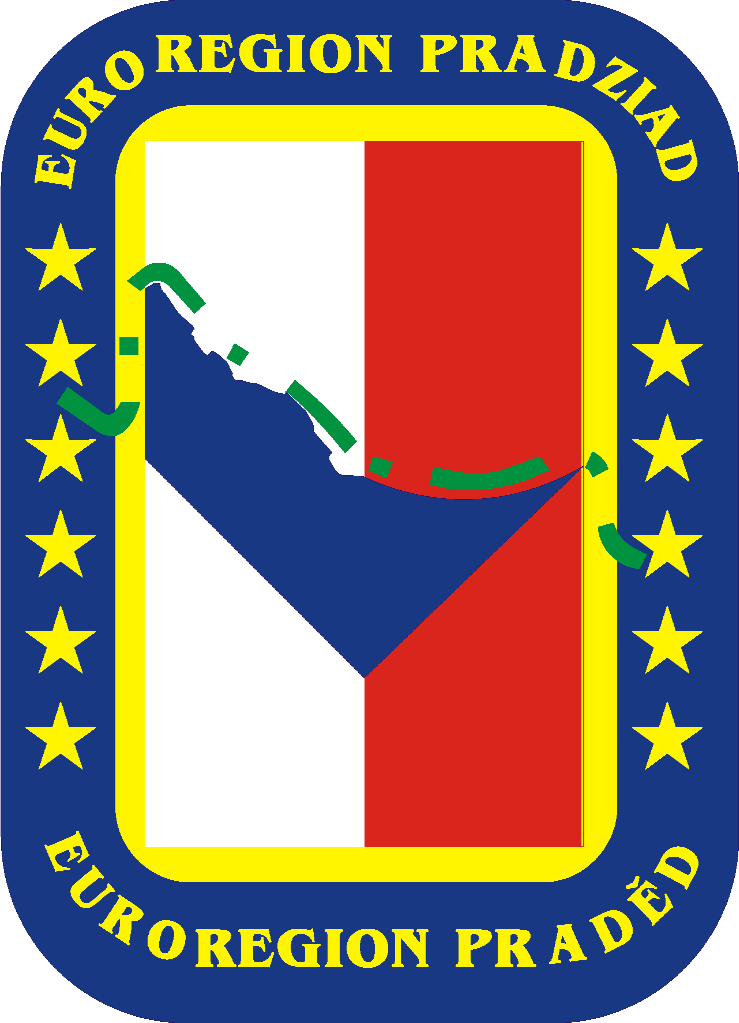
Logo

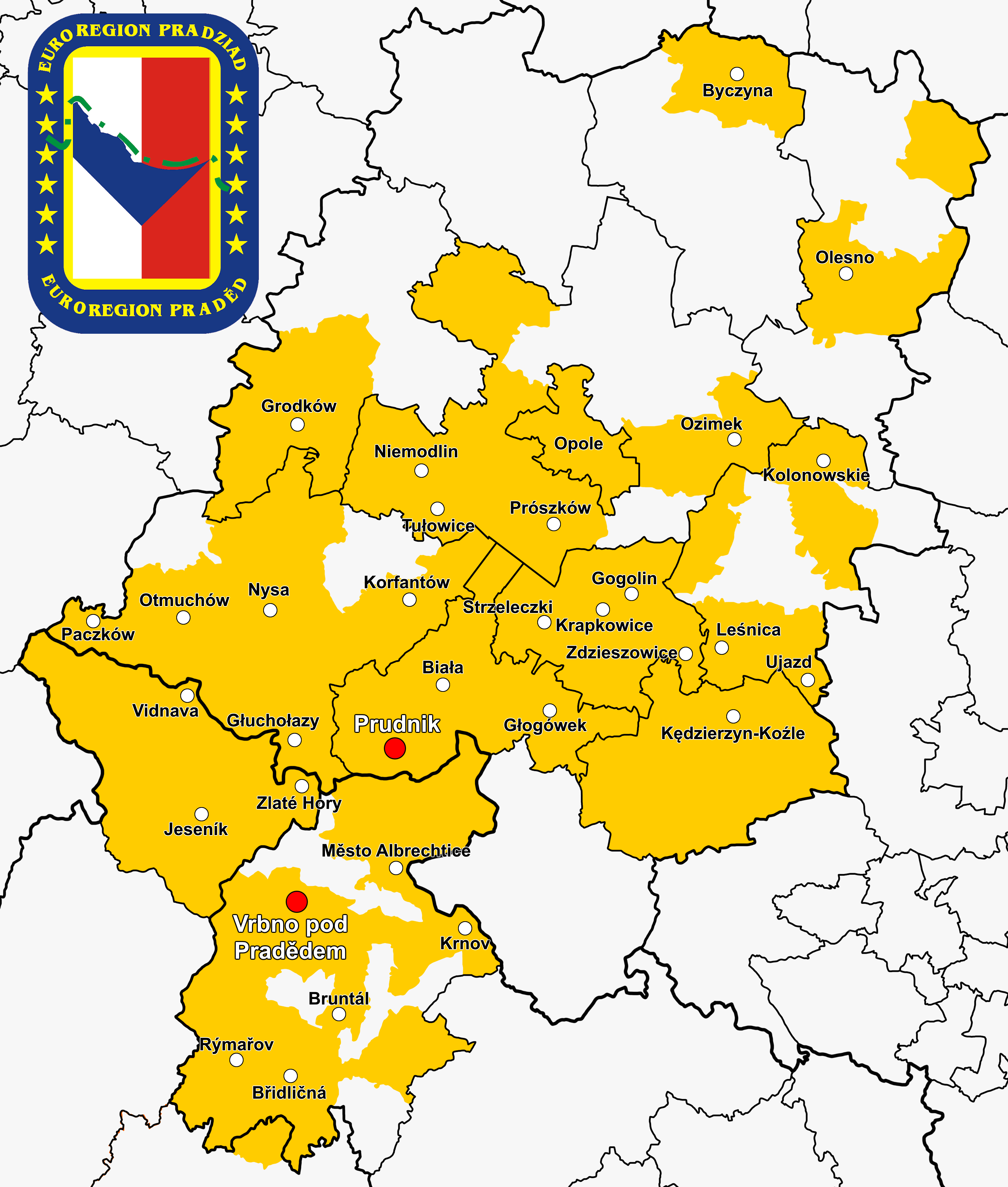
Poloha regionu

Euroregion Praděd/Pradziad je polsko-český euroregion, jehož členy jsou část Opolského vojvodství a celé okresy Bruntál a Jeseník. Vznikl na základě rámcové smlouvy podepsané 2. července 1997 v Jeseníku mezi Asociací pro rozvoj Osoblažska (PL) a Unií cestovního ruchu Nyské oblasti na polské straně a svazem měst a obcí zmíněných okresů na straně moravské. Skládá se tedy z pěti okresů na pomezí Moravy, Slezska a Opole. Nazývá se podle Praděda (1491 m n. m.), nejvyšší hory Jeseníků, Moravy a Horního Slezska.
| Stát:          | Polsko  | Česko   | Celkem  |
| -------------- | ------- | ------- | ------- |
| Velikost v km² | 5 486   | 1 900   | 7 386   |
| Počet obyvatel | 737 600 | 133 000 | 870 600 |
| Obcí           | 35      | 73      | 108     |